# Берлова, Наталья Геннадьевна
Наталья Геннадьевна Берлова (урождённая Тринько; род. 6 ноября 1968, Оренбург) — математик, профессор Кембриджского университета и Сколковского института науки и технологий (2013—2016).

## Биография
Окончила факультет вычислительной математики и кибернетики МГУ в 1991 году, там же поступила в аспирантуру. В 1992 году поступила в аспирантуру Университета штата Флорида, где в 1997 году защитила диссертацию (PhD). В 1997—2002 годах работала в Калифорнийском университете в Лос-Анджелесе (с 1999 года — ассистент профессора), с 2002 года — лектор, старший лектор, ридер в Кембриджском университете. В 2013 году стала профессором математики Кембриджского университета — первой в Кембридже женщиной-профессором в математике, второй женщиной-профессором в отделении прикладной математики и теоретической физики.
С 2013 года — также профессор Сколковского института науки и технологий. В 2013—2014 годах — декан, с 2015 года — директор программы по фотонике и квантовым материалам.
Разрабатывала математические модели сверхтекучести, квантовой турбулентности, когерентных процессов в квантовых системах, конденсации Бозе — Эйнштейна, использование которых кроме общетеоретического интереса имеет широкие прикладные перспективы.

## Документалистика
- Документальный фильм из цикла «Дом ученых». Производство «Иннопрактика». 2018 г (2 августа 2020). Наталия Берлова.  27 мин. Россия-Культура. Архивировано 4 августа 2020. {{cite episode}}: |series= пропущен или пуст (справка)